# Giv

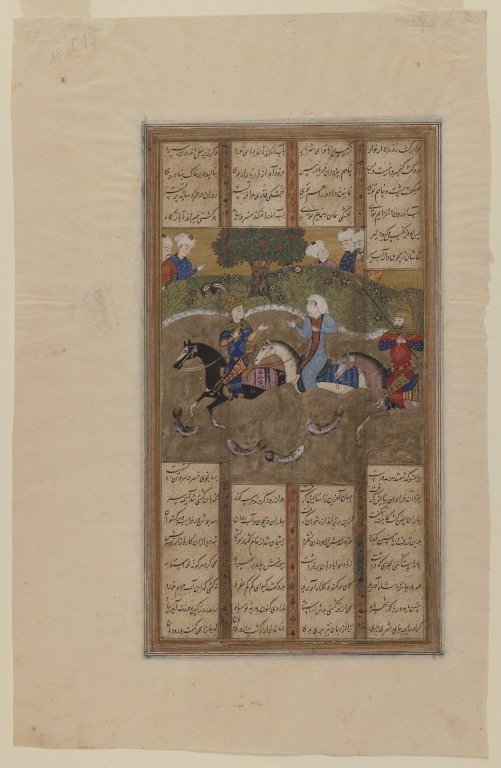
Gīv kehrt zusammen mit Farangis und Kai Chosrau zurück nach Iran

Gīv, auch Gev oder Gew, ist ein Held der iranischen Mythologie und eine wichtige Figur in dem iranischen Nationalepos Schāhnāme von Firdausi (10./11. Jahrhundert). Er war der Sohn von Gūdarz, Vater von Bīžan (bei Rückert Piran) und durch die Heirat mit Gošasp Bānu, bei Rückert Banuguschasp, Schwiegersohn von Rostam.

Der Vater von Gīv, Gūdarz (bei Rückert Guderz), beschreibt seinen Sohn mit den Worten: 

„Dein Tritt sei herrlich nah und fern
Und glänzend dein weltenleuchtender Stern.
Seit dich gebar die Mutter voll Preis,
Ist voll von Preis der Erdenkreis.“

Gīv erhält von seinem Vater den Auftrag Kai Chosrau ausfindig zu machen und ihn nach Iran zu bringen. Kai Chosrau kam nach dem Tod seines Vaters Siyawasch auf die Welt und wurde in die Obhut von Hirten in der Nähe von Bamiyan gegeben. Gīv begab sich nach Turan, fand Kai Chosrau und brachte ihn zusammen mit seiner Mutter Farangīs nach Iran. Kai Chosrau wurde nach der Rückkehr nach Iran von seinem Großvater Schah Kai Kawus freudig empfangen und zum Thronfolger bestimmt.